# آگوستین توراسا
آگوستین توراسا (انگلیسی: Agustín Torassa؛ زادهٔ ۲۰ اکتبر ۱۹۸۸) بازیکن فوتبال اهل آرژانتین است.
از باشگاه‌هایی که در آن بازی کرده‌است می‌توان به باشگاه فوتبال رئال مادرید، باشگاه فوتبال اتلتیکو تیگره، باشگاه فوتبال پارتیزانی تیرانا، باشگاه فوتبال اتلتیکو هوراکان، و باشگاه فوتبال ردبول زالتسبورگ اشاره کرد.